# Videm, Krško
Ne zamenjaj za mestni predel Krškega Videm ob Savi. Za druge pomene glej Videm.
Videm je naselje v Mestni občini Krško, v Krajevni skupnosti Raka.